# Leticia
Leticia je město v jižní Kolumbii a hlavní město departementu Amazonas. Město má přibližně 32 tisíc obyvatel.

## Poloha
Leticia leží na levém břehu Amazonky v nadmořské výšce 96 m n. m., jedná se o nejjižnější kolumbijské město. Podnebí je vlhké, tropické s průměrnou roční teplotou 27 °C. V průběhu roku zde spadne v průměru 3 315 mm srážek.

## Historie
Oblast byla v průběhu kolumbijsko-peruánské války ohniskem sporů obou států o vymezení hranic. Ozbrojené konflikty vyřešila dohoda z roku 1934 v rámci tehdejší Ligy národů.

## Městská oblast
Leticia je součástí městské oblasti společně se sousedním brazilským městem Tabatinga. Hranice obou států procházejí městskými ulicemi a v celé aglomeraci Leticia-Tabatinga žije téměř 100 tisíc obyvatel.